# تسوغارو (آوموري)
تسوغارو مدينة تقع ضمن محافظة آوموري في اليابان، تأسست في 2/11/2005، بلغ عدد تعداد سكانها في 1 يناير – 2008 حوالي 38919 مساحتها الإجمالية حوالي 253.85 كم٢ لتصبح كثافة سكانها 153 نسمة لكل كيلو متر مربع.